# Selbjørn
Selbjørn és una illa del municipi d'Austevoll al comtat de Hordaland, a Noruega. La superfície de l'illa és de 25 km² (9.7 sq mi) la segona més gran del municipi (després de Huftarøy). La majoria de la població resideix al llarg de les costes nord i oriental de l'illa. El centre comercial de Selbjørn és el poble de Bekkjarvik, on està ubicada l'església.

## Etimologia
Selbjørn prové de la paraula noruega antiga Salbjǫrn que significa "l'os a la sella". El nom de l'illa va ser utilitzat per donar nom al fiord que s'estén al sud, el Selbjørnsfjorden.

## Geografia

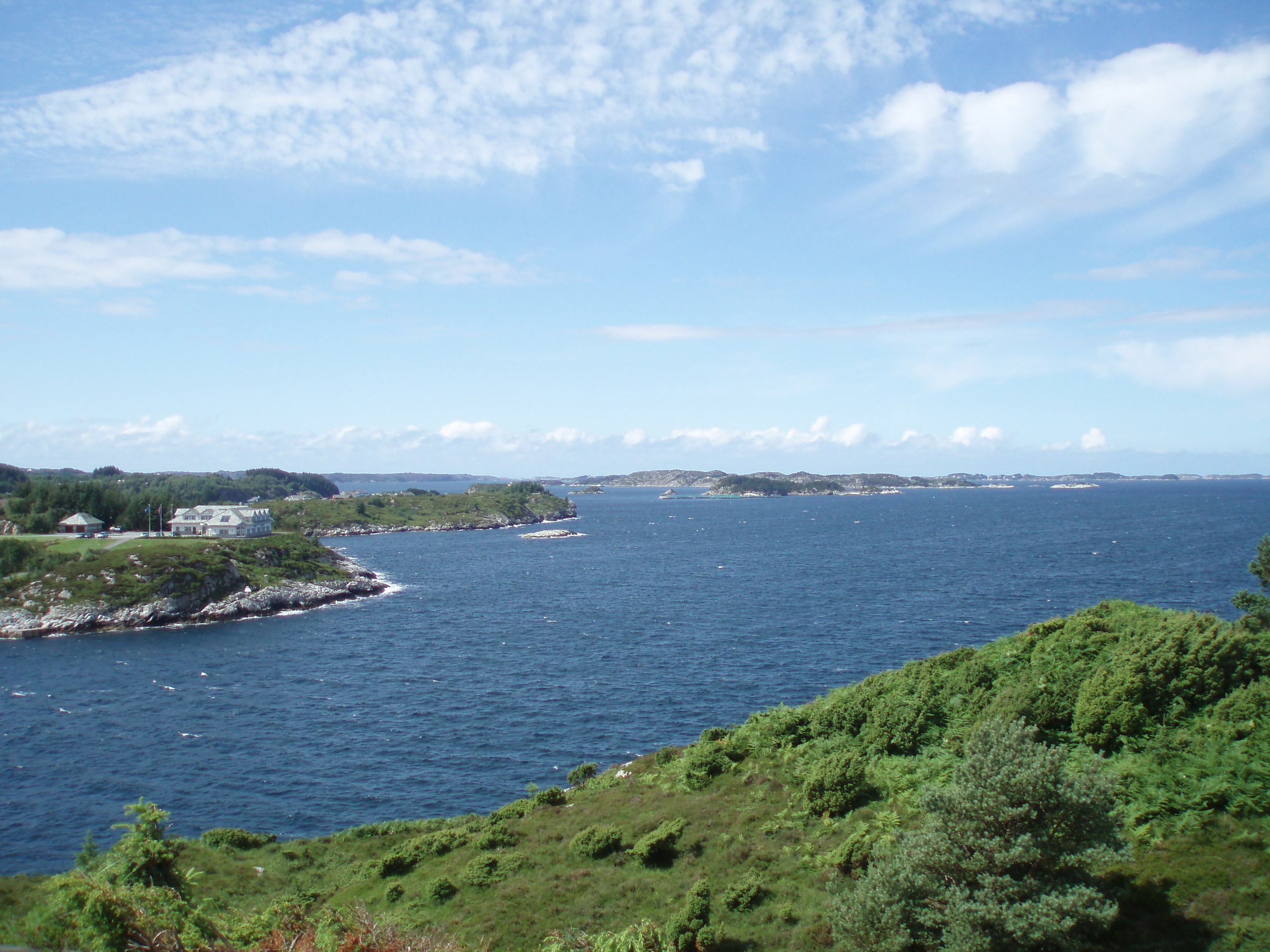
Vista del estret de Bekkjarviksundet

L'illa s'estén al nord del Selbjørnsfjorden, al sud de l'arxipèlag Austevoll. L'illa veïna de Stolmen es troba a l'oest i l'illa de Huftarøy cap al nord-est.

### Kongsafjellet
El punt més elevat de l'illa és la muntanya Kongsafjellet de 185 metres (607 ft) d'altitud. La muntanya té una posició estratègica per a observar totes les rutes marítimes que venen i van cap a la mar del Nord, al llarg de les costes de les illes properes. La terra dels històrics reis vikings a Fitjar també es podia divisar des del turó, i per això i alguns descobriments arqueològics, és creu el rei Haakon el Bo va utilitzar el turó com a lloc d'exploració com a part dels seus sistemes de vigilància i seguretat.

## Comunicacions
Selbjørn està connectada a les illes veïnes de Stolmen i Huftarøy pel Pont Stolma en el costat oest de l'illa i el Pont Selbjørn en el costat nord-est. El municipi d'Austevoll no és connectat a la resta de Noruega per cap carretera, així que s'ha d'agafar un transbordador des de la part continental de Bergen a l'illa de Huftarøy o agafar un transbordador de l'illa gran de Stord a l'illa de Huftarøy. El transbordador de Bergen s'atura a Hufthammar al nord i tarda aproximadament 35 minuts per arribar a l'illa i el transbordador de Stord s'atura a Husavik i tarda uns 25 minuts. Un cop a Huftarøy, s'ha de circular pel Pont Selbjørn per accedir a l'illa de Selbjørn.